# Fort XV Twierdzy Modlin

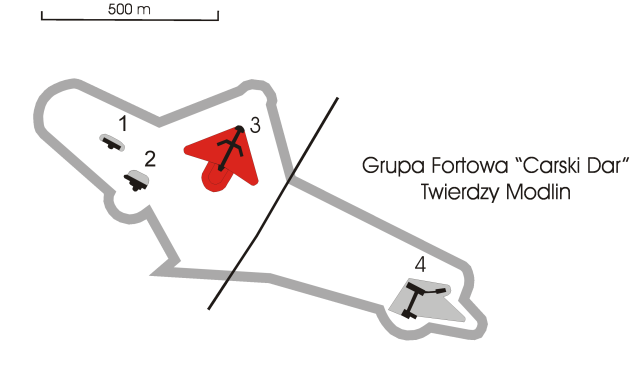
Fort XV: położenie w ramach Grupy Fortowej „Carski Dar”

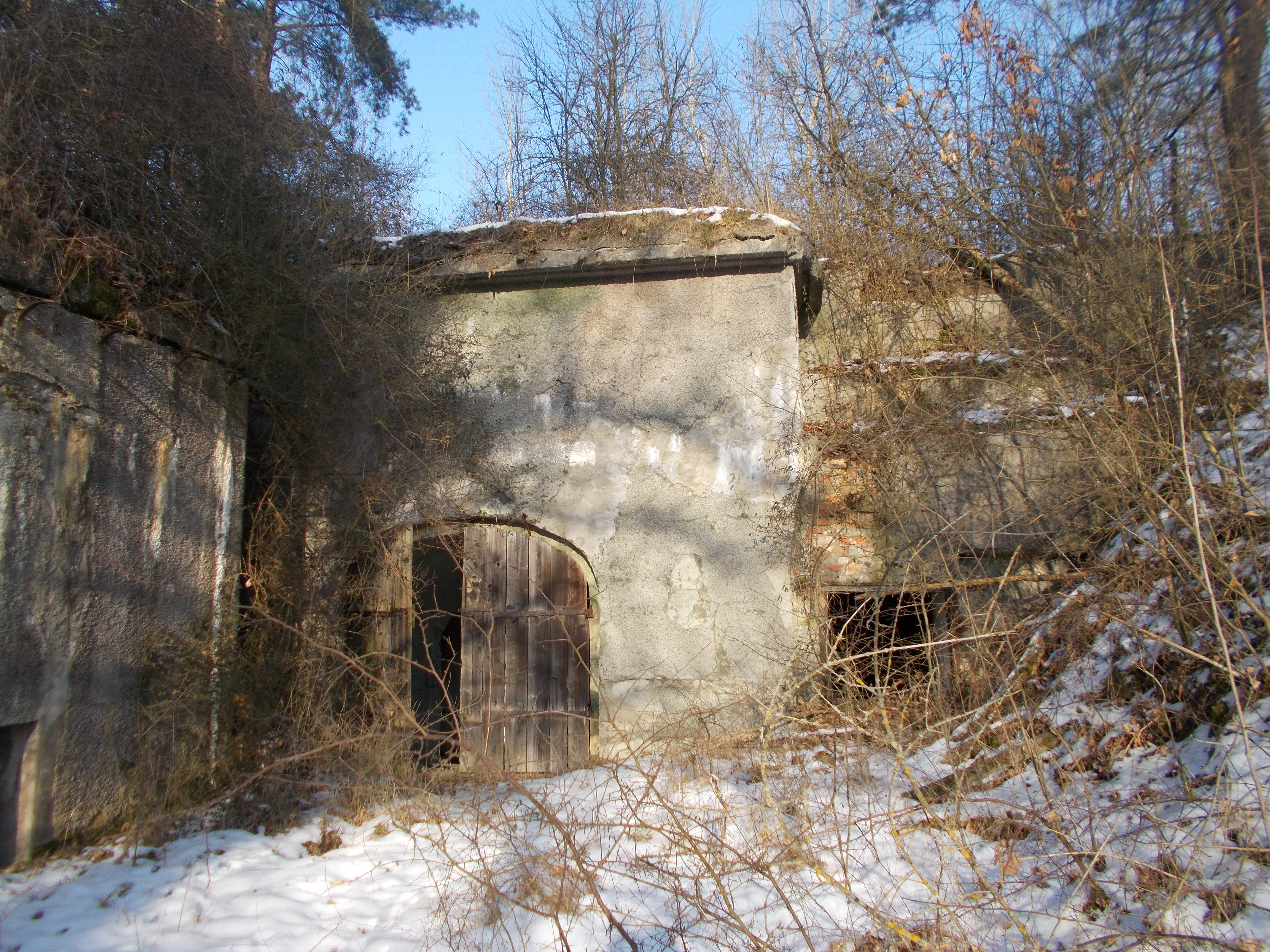

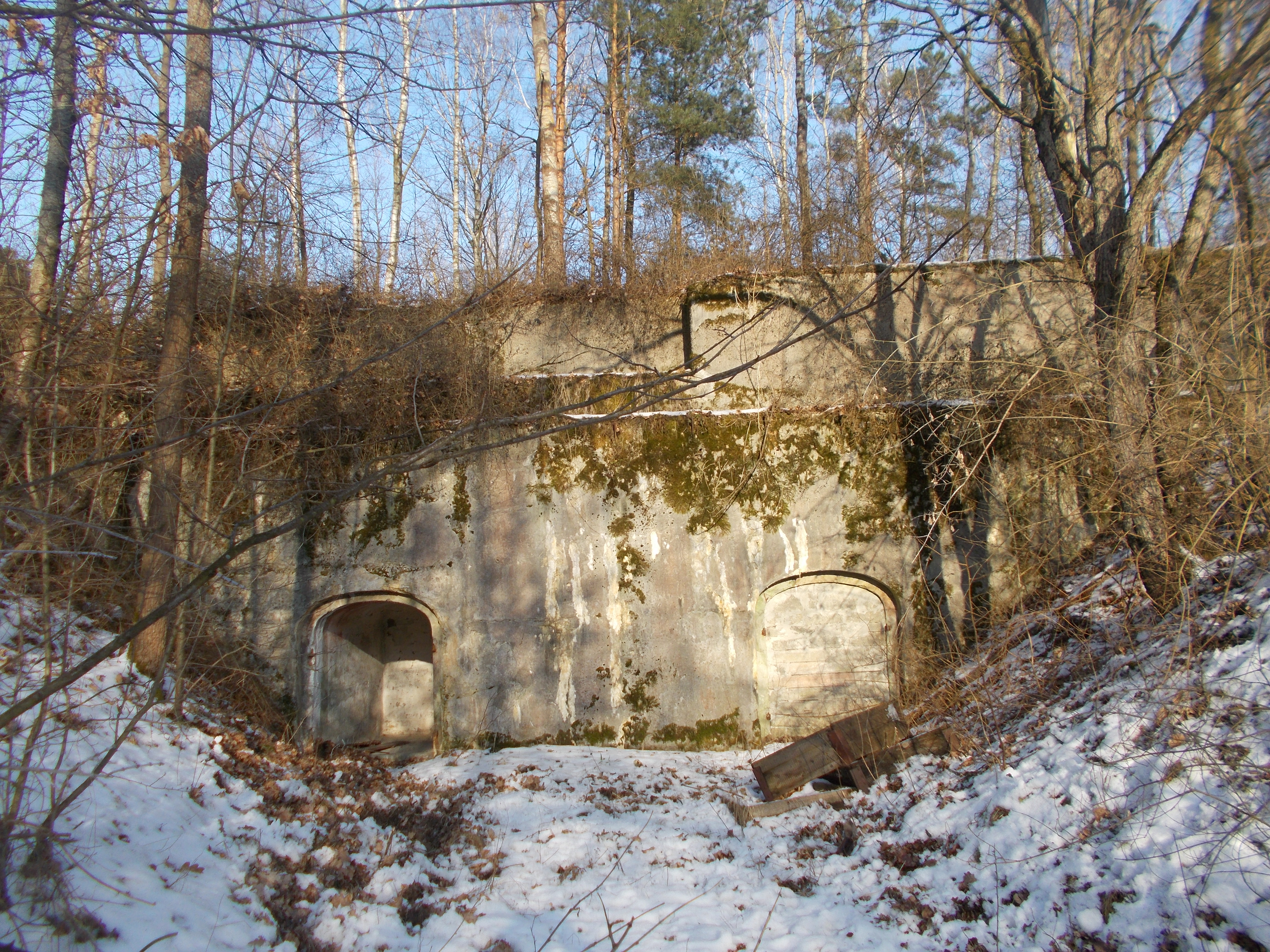

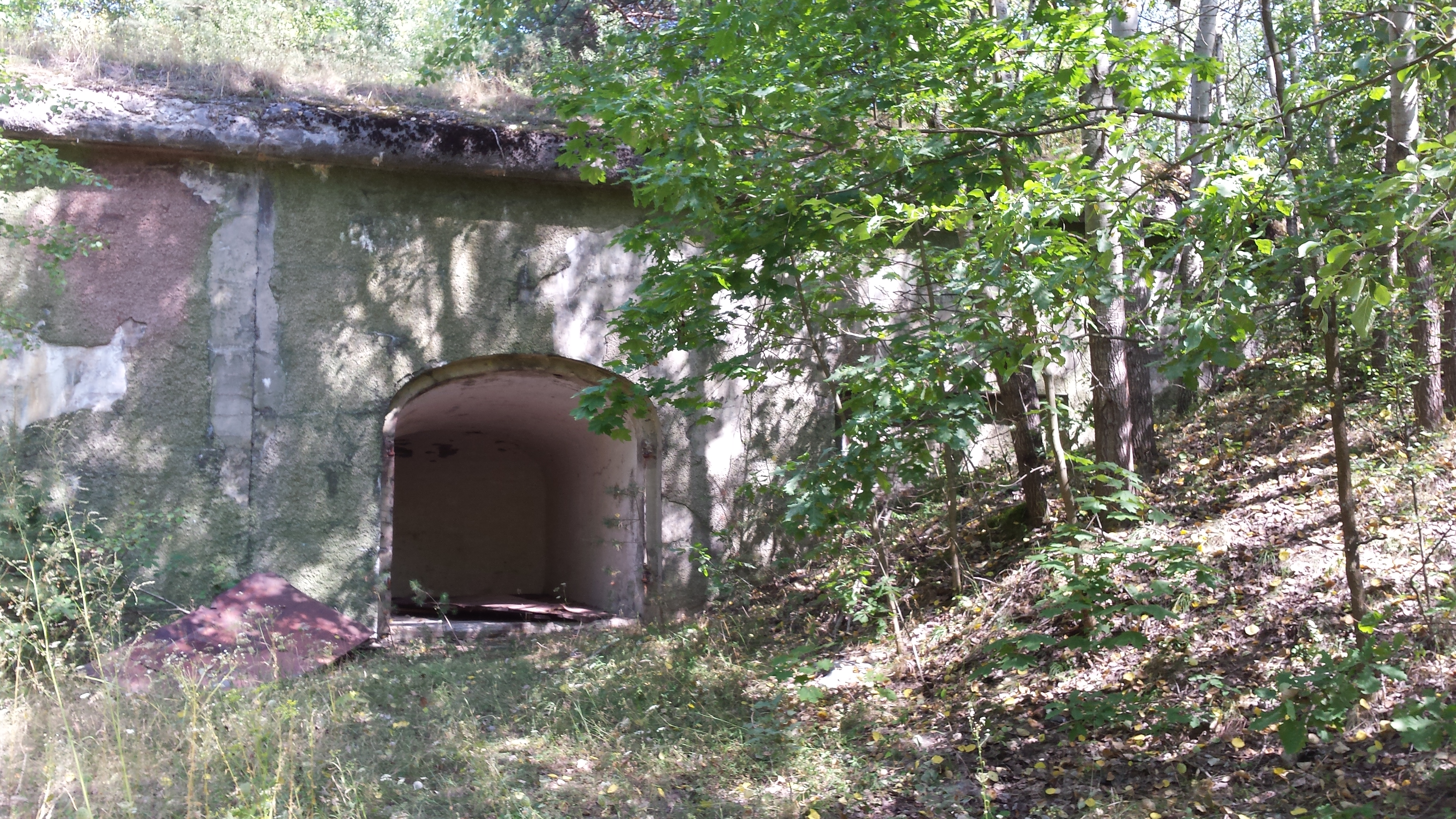

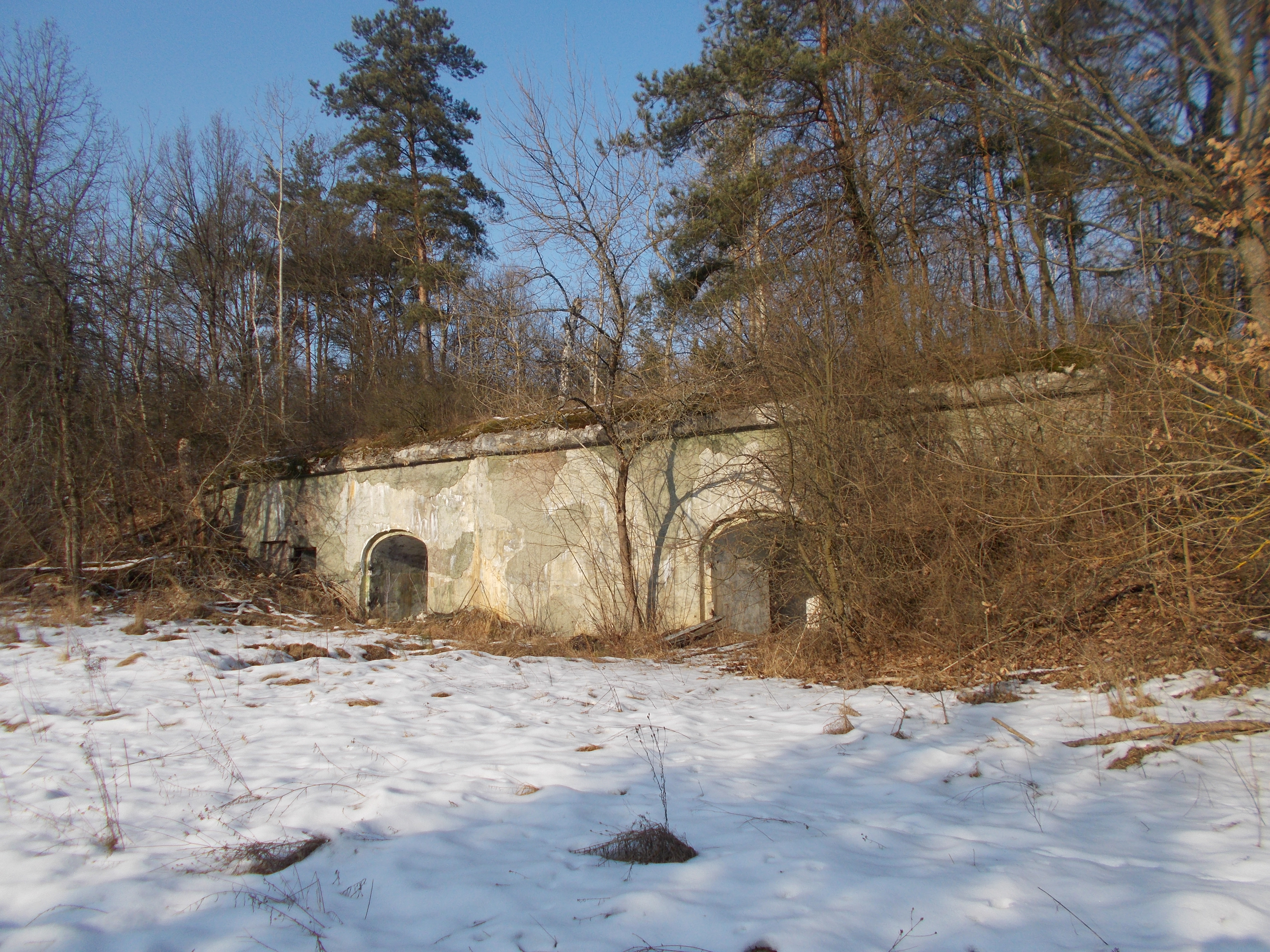

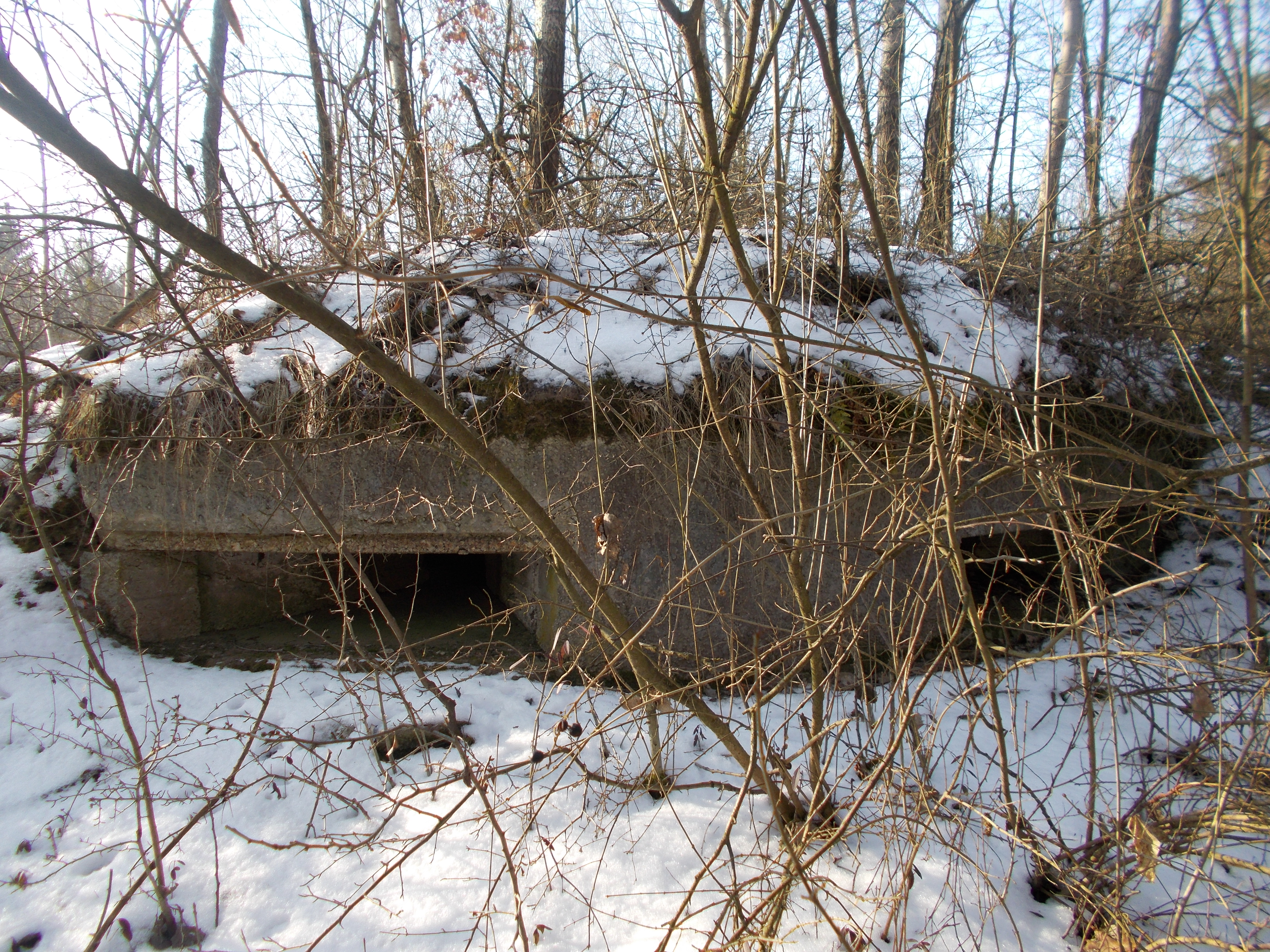

Fort XV („Carski Dar”) – jeden z fortów pierścienia zewnętrznego Twierdzy Modlin, wybudowany w latach 1912–1915, wchodzący w skład Grupy Fortowej „Carski Dar”.